# I Could Be the One
I Could Be the One är en låt av den svenska DJ:n Avicii i samarbete med den nederländska DJ:n Nicky Romero. Låten släpptes i Sverige den 26 december 2012 och den 10 februari 2013 i Storbritannien. Låten har influenser av progressiv house. Sångerskan är Noonie Bao.

## Låtlista
| 1. | I Could Be the One (Nicktim) (Radio Edit)       | 3:28 |
| 2. | I Could Be the One (Nicktim) (Instrumental Mix) | 7:35 |
| 3. | I Could Be the One (Nicktim) (Original Mix)     | 7:35 |
| 4. | I Could Be the One (Nicktim) (Audrio Remix)     | 7:16 |
| 5. | I Could Be the One (Nicktim) (Didrick Remix)    | 5:40 |

| 1. | I Could Be the One (Nicktim) (Dank Remix)                 | 5:02 |
| 2. | I Could Be the One (Nicktim) (Bent Collective Remix)      | 7:32 |
| 3. | I Could Be the One (Nicktim) (John Christian Remix)       | 5:28 |
| 4. | I Could Be the One (Nicktim) (Bent Collective Dub)        | 7:17 |
| 5. | I Could Be the One (Hector Sounds) (Liquid Dubstep Remix) | 3:56 |